# 深圳NEO绿景广场
NEO绿景广场是位于中国深圳的办公大楼，主楼高273米，共56层。工程于2007年启动，2011年竣工。